# ديليب
ديليب هو منتج أفلام ومغني أفلام وممثل هندي، ولد في 27 أكتوبر 1968 في الهند. من الجوائز التي نالها جائزة فيلم فير جنوب وجائزة ولاية كيرلا السينمائية لأفضل ممثل ‏.

## جوائز
- جائزة فيلم فير جنوب
- جائزة ولاية كيرلا السينمائية لأفضل ممثل [الإنجليزية]‏

## وصلات خارجية
- ديليب على موقع IMDb (الإنجليزية)
- ديليب على موقع قاعدة بيانات الفيلم (الإنجليزية)